# Atletismo nos Jogos Pan-Americanos de 1991 - 10000 m feminino
A prova dos 10000 m feminino nos Jogos Pan-Americanos de 1991 foi realizada em 11 de agosto em Havana, Cuba.

## Medalhistas
| Ouro                             | Prata                  | Bronze                        |
| María del Carmen Díaz MEX México | Lisa Harvey CAN Canadá | María Luisa Servín MEX México |

### Final
| Posição           | Nome                  | Nacionalidade      | Tempo    | Notas |
| ----------------- | --------------------- | ------------------ | -------- | ----- |
| Medalha de ouro   | María del Carmen Díaz | MEX México         | 34:21.13 |       |
| Medalha de prata  | Lisa Harvey           | CAN Canadá         | 34:25.62 |       |
| Medalha de bronze | María Luisa Servín    | MEX México         | 34:55.94 |       |
| 4                 | Carmen Furtado        | BRA Brasil         | 35:20.22 |       |
| 5                 | Griselda González     | ARG Argentina      | 35:33.45 |       |
| 6                 | Emperatriz Wilson     | CUB Cuba           | 35:47.93 |       |
| 7                 | Elaine Van Blunk      | USA Estados Unidos | 36:10.91 |       |
| 8                 | Colette Murphy        | USA Estados Unidos | 36:22.24 |       |